# Jacek Wojtysiak
Jacek Wojtysiak (ur. 22 kwietnia 1967 w Lublinie) – filozof, nauczyciel akademicki Wydziału Filozofii Katolickiego Uniwersytetu Lubelskiego Jana Pawła II.

## Życiorys
Absolwent KUL, profesor w Katedrze Teorii Poznania Katolickiego Uniwersytetu Lubelskiego. Zajmuje się przede wszystkim ontologią (metafizyką), filozofią religii i filozofią języka. Autor ośmiu książek oraz ponad 100 artykułów naukowych oraz licznych tekstów popularyzatorskich i publicystycznych; redaktor 9 prac zbiorowych. Laureat nagrody POLCUL Foundation (2002) oraz stypendium Fundacji Nauki Polskiej (1997). Za wzór filozofii uznaje filozofię analityczną, jednak nieobca jest mu tradycja platońsko-fenomenologiczna oraz arystotelesowsko-scholastyczna.
W 2019 został członkiem Rady Doskonałości Naukowej I kadencji. Od 2024 pełni funkcję członka Rady Doskonałości Naukowej II kadencji. 
Laureat nagrody Angelus Lubelski za rok 2022 - Angelus Kultury Medialnej.

## Prace

### Publikacje książkowe
- 2003: Filozofia. Pochwała ciekawości;
- 2005: O słowie BYĆ. Z teorii wyrażeń egzystencjalnych i ich filozoficznego zastosowania;
- 2007: Filozofia i życie;
- 2008: „Dlaczego istnieje raczej coś niż nic?” Analiza problemu w kontekście dyskusji we współczesnej filozofii analitycznej;
- 2012: Spór o istnienie Boga. Analityczno-intuicyjny argument na rzecz teizmu;
- 2013: Wprowadzenie do teologii naturalnej;
- 2020: Źródła mądrości;
- 2023: Między ukryciem a jawnością. Esej z filozofii religii i teologii filozoficznej.

### Wybrane artykuły
- Spory o Jezusa z Nazaretu. Rekonstrukcja filozoficzna, [w:] "Znak" nr 647, 2009.
- Między ślepotą człowieka a dyskrecją Boga, [w:] "Tygodnik Powszechny", 2005
- Ostrożna wiedza teisty, [w:] Diametros